# حسین طلا
حسین طلا (زاده ۱۳۴۸) سیاستمدار ایرانی است‌. وی از ۲۵ بهمن ۱۴۰۲ تا ۲۴ دی ۱۴۰۳ با حكم کیومرث هاشمی وزير ورزش و جوانان وقت مديرعامل شرکت توسعه و نگهداری اماکن ورزشی بود.
طلا عضو شورای مرکزی حزب مؤتلفه اسلامی جوان است و پيش‌تر فرماندار تهران از سال ۱۳۸۶ تا ۱۳۸۹، نمایندهٔ دورهٔ نهم مجلس شورای اسلامی و شهردار اسلامشهر از سال ۱۳۹۶ تا ۱۳۹۹ بوده‌است. او در انتخابات مجلس شورای اسلامی (۱۳۹۴-۱۳۹۵) شرکت کرد ولی نتوانست آرای کافی برای حضور در مجلس دهم را به‌دست آورد.

## تحریم اتحادیه اروپا
اتحادیه اروپا طی تصمیم ۱۸ مهر ۱۳۹۰ (۱۰ اکتبر ۲۰۱۱)، ۲۹ مقام ایرانی از جمله حسین طلا را به دلیل نقشی که در نقض گسترده و شدید حقوق شهروندان ایرانی داشته‌اند، از ورود به کشورهای این اتحادیه محروم کرد. کلیه دارایی‌های این مقامات نیز در اروپا توقیف خواهد شد.